# 8934 Nishimurajun
8934 Nishimurajun (1997 AQ12) là một tiểu hành tinh vành đai chính được phát hiện ngày 10 tháng 1 năm 1997 bởi T. Kobayashi ở Oizumi.